# Сушица (река)
Вижте пояснителната страница за други значения на Сушица.
Сушица (Мостовска Сушица) е река в Южна България – Област Пловдив, общини Асеновград и Лъки, десен приток на Юговска река. Дължината ѝ е 24 km. Отводнява крайните северозападни склонове на Преспанския дял и югозападните склонове на Добростански рид на Западните Родопи.
Река Сушица води началото си от 1425 m н.в. от западното подножие на връх Сини връх (1536 m в Добростански рид на Западните Родопи. Тече в посока запад-северозапад в тясна и дълбока долина с множество скални венци, корнизи и пещери. Влива се отдясно в Юговска река на 556 m н.в., на 1,7 km югоизточно от село Югово.
Площта на басейна ѝ е 62 km2, което представлява 18,7% от водосборния басейн на Юговска река.
Реката е с дъждовно-снежно подхранване, като максимумът е през май, а минимумът – август.
По течението на реката в Община Асеновград са разположени селата Сини връх и Мостово.
По-голямата ѝ част се намира в резервата Червената стена и риболовът е забранен. На десния, висок бряг на реката, северозападно от село Сини връх се намира природния феномен – платото Беланташ.

## Топографска карта
- Лист от карта K-35-74. Мащаб: 1 : 100 000.
- Лист от карта K-35-75. Мащаб: 1 : 100 000.